# Eudianodes congolensis
Eudianodes congolensis är en skalbaggsart som beskrevs av Reé Michel Quentin och Jean François Villiers 1977. Eudianodes congolensis ingår i släktet Eudianodes och familjen långhorningar. Inga underarter finns listade i Catalogue of Life.